# 200 mètres féminin aux championnats du monde d'athlétisme 2023
Pour des articles plus généraux, voir Championnats du monde d'athlétisme 2023 et 200 mètres aux championnats du monde d'athlétisme.
Navigation
Eugene 2022 Tokyo 2025
L'épreuve du 200 mètres féminin des championnats du monde de 2023 se déroule du 23 au 25 août 2023 au sein du Centre national d'athlétisme à Budapest, en Hongrie.

## Qualification
La période de qualification est comprise entre le 31 juillet 2022 et le 30 juillet 2023. Le minima de qualification est fixé à 22 s 60.

## Résultats

### Séries
Les 3 premières de chaque série (Q) et les 3 meilleurs temps (q) accèdent aux demi-finales.
| Rang | Série | Athlète                   | Pays                      | Temps | Notes |
| ---- | ----- | ------------------------- | ------------------------- | ----- | ----- |
| 1    | 2     | Sha'Carri Richardson      | États-Unis                | 22.16 | Q     |
| 2    | 5     | Gabrielle Thomas          | États-Unis                | 22.26 | Q     |
| 3    | 2     | Marie-Josée Ta Lou        | Côte d'Ivoire             | 22,26 | Q, SB |
| 4    | 1     | Anthonique Strachan       | Bahamas                   | 22.31 | Q     |
| 5    | 4     | Julien Alfred             | Sainte-Lucie              | 22.31 | Q     |
| 6    | 1     | Daryll Neita              | Royaume-Uni               | 22.39 | Q     |
| 7    | 4     | Natalliah Whyte           | Jamaïque                  | 22.44 | Q     |
| 8    | 6     | Dina Asher-Smith          | Royaume-Uni               | 22.46 | Q     |
| 9    | 5     | Kevona Davis              | Jamaïque                  | 22.49 | Q     |
| 10   | 3     | Shericka Jackson          | Jamaïque                  | 22.51 | Q     |
| 11   | 6     | Maboundou Koné            | Côte d'Ivoire             | 22.55 | Q     |
| 12   | 3     | Shanti Pereira            | Singapour                 | 22.57 | Q, NR |
| 13   | 1     | Jaël Bestué               | Espagne                   | 22.58 | Q     |
| 14   | 6     | Kayla White               | États-Unis                | 22.62 | Q     |
| 15   | 2     | Olivia Fotopoulou         | Chypre                    | 22.65 | Q, PB |
| 16   | 1     | Favour Ofili              | Nigeria                   | 22.66 | q     |
| 17   | 6     | Dalia Kaddari             | Italie                    | 22.67 | q, SB |
| 18   | 4     | Bianca Williams           | Royaume-Uni               | 22.67 | Q     |
| 19   | 3     | Jessika Gbai              | Côte d'Ivoire             | 22.78 | Q     |
| 20   | 3     | Adaejah Hodge             | Îles Vierges britanniques | 22.82 | q     |
| 21   | 6     | Krystsina Tsimanouskaya   | Pologne                   | 22.88 | q     |
| 22   | 5     | Tasa Jiya                 | Pays-Bas                  | 22.97 | Q     |
| 23   | 2     | Polyniki Emmanoulidou     | Grèce                     | 23.00 | q     |
| 24   | 4     | Gina Bass                 | Gambie                    | 23.02 | q     |
| 25   | 2     | Ashanti Moore             | Jamaïque                  | 23.12 |       |
| 26   | 2     | Lorène Bazolo             | Portugal                  | 23.13 |       |
| 27   | 1     | Léonie Pointet            | Suisse                    | 23.16 | PB    |
| 28   | 1     | Yunisleydis García        | Cuba                      | 23.22 |       |
| 29   | 5     | Bsoglárka Takács          | Hongrie                   | 23.24 |       |
| 30   | 5     | Cecilia Tamayo-Garza      | Mexique                   | 23.25 |       |
| 31   | 5     | Martyna Kotwila           | Pologne                   | 23.34 |       |
| 32   | 4     | Georgia Hulls             | Nouvelle-Zélande          | 23.36 |       |
| 33   | 3     | Susanne Walli             | Autriche                  | 23.38 |       |
| 34   | 1     | Ana Carolina Azevedo      | Brésil                    | 23.45 |       |
| 35   | 3     | Alexa Sulyán              | Hongrie                   | 23.47 |       |
| 36   | 1     | Aimo Pulkkinen            | Finlande                  | 23.48 |       |
| 37   | 6     | Remi Tsuruta              | Japon                     | 23.49 |       |
| 38   | 3     | Nicole Caicedo            | Équateur                  | 23.51 |       |
| 39   | 2     | Anniina Kortetmaa         | Finlande                  | 23.52 |       |
| 40   | 4     | Julia Henriksson          | Suède                     | 23.55 |       |
| 41   | 5     | Christine Bjelland Jensen | Norvège                   | 23.62 |       |
| 42   | 2     | Gorete Semedo             | Sao Tomé-et-Principe      | 23.69 | SB    |
| 43   | 6     | Rhoda Njobvu              | Zambie                    | 23.82 |       |
| 44   | 6     | Vitoria Cristina Rosa     | Brésil                    | 23.86 |       |
|      | 4     | Ella Connolly             | Australie                 | DNS   |       |

### Demi-finales
Les 2 premières de chaque série (Q) et les 2 meilleurs temps (q) accèdent à la finale. 
| Rang | Série | Athlète                 | Pays                      | Temps   | Notes |
| ---- | ----- | ----------------------- | ------------------------- | ------- | ----- |
| 1    | 1     | Gabrielle Thomas        | États-Unis                | 21 s 97 | Q     |
| 2    | 3     | Shericka Jackson        | Jamaïque                  | 22 s 00 | Q     |
| 3    | 2     | Julien Alfred           | Sainte-Lucie              | 22 s 17 | Q     |
| 4    | 3     | Sha'Carri Richardson    | États-Unis                | 22 s 20 | Q     |
| 5    | 2     | Daryll Neita            | Royaume-Uni               | 22 s 21 | Q, PB |
| 6    | 3     | Marie-Josée Ta Lou      | Côte d'Ivoire             | 22 s 26 | q, SB |
| 7    | 1     | Dina Asher-Smith        | Royaume-Uni               | 22 s 28 | Q     |
| 8    | 2     | Anthonique Strachan     | Bahamas                   | 22 s 30 | q     |
| 9    | 2     | Kayla White             | États-Unis                | 22 s 34 |       |
| 10   | 2     | Kevona Davis            | Jamaïque                  | 22 s 34 |       |
| 11   | 3     | Bianca Williams         | Royaume-Uni               | 22 s 45 | PB    |
| 12   | 1     | Natalliah Whyte         | Jamaïque                  | 22 s 52 |       |
| 13   | 3     | Jaël Bestué             | Espagne                   | 22 s 60 |       |
| 14   | 1     | Tasa Jiya               | Pays-Bas                  | 22 s 67 | PB    |
| 15   | 1     | Olivia Fotopoulou       | Chypre                    | 22 s 73 |       |
| 16   | 1     | Dalia Kaddari           | Italie                    | 22 s 75 |       |
| 17   | 3     | Veronica Shanti Pereira | Singapour                 | 22 s 79 |       |
| 18   | 3     | Favour Ofili            | Nigeria                   | 22 s 86 |       |
| 19   | 2     | Jessika Gbai            | Côte d'Ivoire             | 22 s 88 |       |
| 20   | 2     | Adaejah Hodge           | Îles Vierges britanniques | 22 s 96 |       |
| 21   | 3     | Gina Bass               | Gambie                    | 23 s 10 |       |
| 22   | 1     | Polyniki Emmanoulidou   | Grèce                     | 23 s 15 |       |
| 23   | 2     | Krystsina Tsimanouskaya | Pologne                   | 23 s 34 |       |
|      | 1     | Maboundou Koné          | Côte d'Ivoire             | DQ      |       |

### Finale
| Rang               | Couloir | Athlète              | Pays            | Temps   | Notes  |
| ------------------ | ------- | -------------------- | --------------- | ------- | ------ |
| Médaille d'or      | 6       | Shericka Jackson     | Jamaïque        | 21 s 41 | CR, NR |
| Médaille d'argent  | 8       | Gabrielle Thomas     | États-Unis      | 21 s 81 |        |
| Médaille de bronze | 9       | Sha'Carri Richardson | États-Unis      | 21 s 92 | PB     |
| 4                  | 7       | Julien Alfred        | Sainte-Lucie    | 22 s 05 |        |
| 5                  | 5       | Daryll Neita         | Grande-Bretagne | 22 s 16 | PB     |
| 6                  | 3       | Anthonique Strachan  | Bahamas         | 22 s 29 |        |
| 7                  | 4       | Dina Asher-Smith     | Grande-Bretagne | 22 s 34 |        |
| 8                  | 2       | Marie-Josée Ta Lou   | Côte d'Ivoire   | 22 s 64 |        |

## Légende
Records et Performances
- AR : Record continental (area record)
- CR : Record des championnats (championship record)
- MR : Record du meeting (meet record)
- NR : Record national (national record)
- OR : Record olympique (olympic record)
- PR : Record paralympique (paralympic record)
- PB : Record personnel (personal best)
- SB : Meilleure performance personnelle de la saison (season's best)
- WL : Meilleure performance mondiale de l'année (world leader)
- WJR : Record du monde junior (world junior record)
- WR : Record du monde (world record)

Circonstances et Conditions
- DNF : N'a pas terminé (did not finish)
- DNS : N'a pas pris le départ (did not start)
- DQ : Disqualification (disqualification)
- NM : Aucun essai valable enregistré (No Mark)
- Q : Qualifié « directement » au prochain tour (ou à la prochaine compétition), lors d'une compétition majeure, grâce au classement ou à la réalisation des minima (automatic qualifier)
- q : Qualifié au prochain tour (ou à la prochaine compétition), lors d'une compétition majeure, grâce au repêchage ou à la réalisation de l'une des meilleures performances parmi celles des « non qualifiés directement » (grâce au meilleur temps ou à la meilleure distance par exemple) (secondary qualifier)